# Huvudväg 2
De Huvudväg 2 (Fins: Valtatie 2) is een primaire hoofdweg in Åland (Finland) met een lengte van 43,6 kilometer. De weg verbindt de hoofdstad Mariehamn, via het plaatsje Godby, kasteel Kastelholm en het fort Bomarsund, naar de uiterste oostpunt van Sund waar de veerpont naar Vårdö vertrekt.

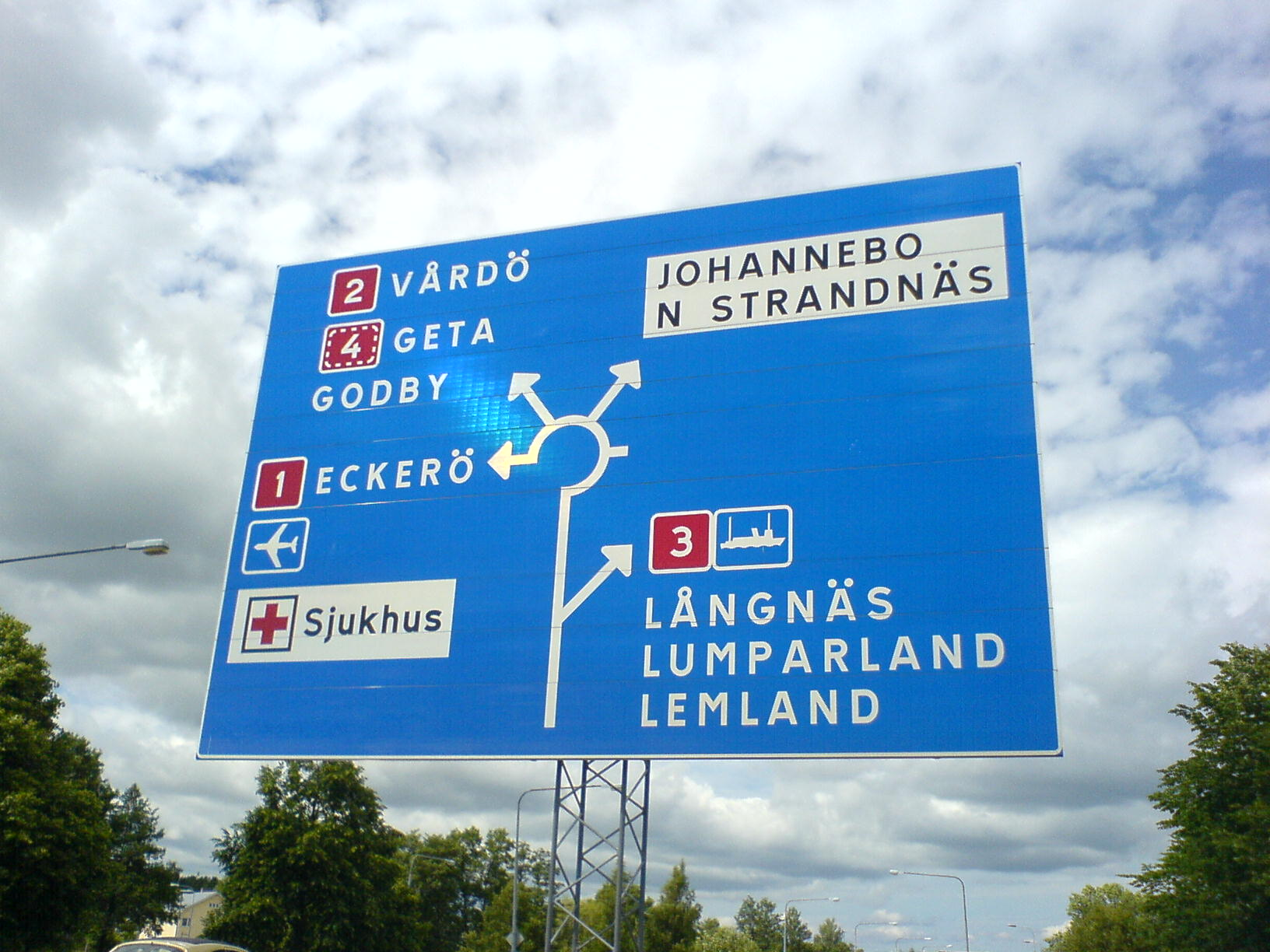
De rotonde in Mariehamn, waar de weg begint.